# Celtyberowie

Iberia około roku 300 p.n.e.

Celtyberowie, a raczej Celtoiberowie – nazwa ludu, który zamieszkiwał centralną część Hiszpanii w okresie preromańskim. Byli wynikiem asymilacji ludów celtyckich zamieszkujących północną część Półwyspu Iberyjskiego i Iberów, osiadłych na południu i wschodzie. Posługiwali się językiem należącym do grupy języków celtyckich.

## Pochodzenie i gospodarka
Na społeczeństwo Celtyberów u początków jego istnienia składali się mieszkańcy Arevaci, Belli, Titti i Lusones. Byli to przedstawiciele południowo-wschodniej kultury almeryjskiej z epoki brązu. Niedługo przed 600 r. p.n.e. na tamtejsze tereny przybyli najeźdźcy praceltyccy, którzy po krótkiej okupacji zostali pobici przez mieszkańców Arevaci, posiadających zwierzchnictwo nad innymi plemionami celtoiberyjskimi ze swoich twierdz w Okilis (dzisiejsze Medinaceli) i Numancji.
Kultura celtyberyjska znajdowała się pod silnym wpływem Iberów z doliny Ebro. Wykorzystując ich oraz swoje technologie, tworzyli najlepsze w tamtych czasach kordy, puklerze i obustronne miecze krótkie, które zostały zapożyczone przez Rzymian. Żelazo było znane od ok. 700 r. p.n.e., a mieszkańcy małych wsi (lub ufortyfikowanych posiadłości na północnym zachodzie – castros) zajmowali się przede wszystkim gospodarką rolną lub hodowlaną. Pomimo że mówili wspólnymi językami indoeuropejskimi (celtyckim, luzytańskim), byli podzieleni kulturowo i politycznie na dziesiątki niepodległych plemion.
Zajmowali się obróbką metali, a ich wykonane ze złota i srebra obręcze na szyje, brosze i bransolety są jednymi z najpiękniejszych i najkunsztowniejszych eksponatów z epoki.
Proces tworzenia kultury celtyberyjskiej dzielony jest na trzy etap:
1. VII – VI wiek p.n.e. – powstanie pierwszych ufortyfikowanych osad i nekropolii;
2. V – IV wiek p.n.e. – rozkwit budownictwa osad warownych i nekropolii z grobami wojowników. Pojawia się ceramika wytwarzana z użyciem koła garncarskiego
3. III wiek p.n.e. – osady nabierają charakteru miejskiego, dalszy rozwój zahamowany przez najazd Rzymian.

## Historia
Celtyberowie odegrali dużą rolę podczas drugiej wojny punickiej, kiedy, sprzymierzeni z Kartagińczykami, przekroczyli Alpy pod dowództwem Hannibala. Po porażce Kartaginy, Celtyberowie poddali się Rzymianom w 195 r. p.n.e. W latach 182–179 p.n.e. T. Sempronius Gracchus został wydelegowany celem pacyfikacji wielu skłóconych, odrębnych plemion celtoiberyjskich. Po wojnie z Numancją (154–133) wpływy kulturowe Rzymian znacząco się zwiększyły – w tym okresie powstała najwcześniejsza płytka Botorrita, późniejsze zostały spisane po łacinie. Wojna z Sertoriuszem, 79–72 p.n.e., była ostatnim zakrojonym na szeroką skalę przejawem oporu miast celtyberyjskich przeciwko dominacji rzymskiej.
Niektórzy naukowcy twierdzą, że Celtyberowie byli w pewnym stopniu powiązani kulturowo z Iberami Kaukaskimi (terytorium dzisiejszej wschodniej Gruzji).

## Płytki Botoritta
W Botoritta, miejscowości pod Saragossą, odkryto datowane na II wiek p.n.e. płytki odlane z brązu. Treść wyrytych na nich celtoiberyjskich inskrypcji jest niezrozumiała, ale uważa się, że jest to jakiegoś rodzaju umowa, zawierająca wiele imion. Alfabet wykorzystany do spisania tabliczki przedstawionej na rysunku składa się z przemieszanych znaków greckich i fenickich.

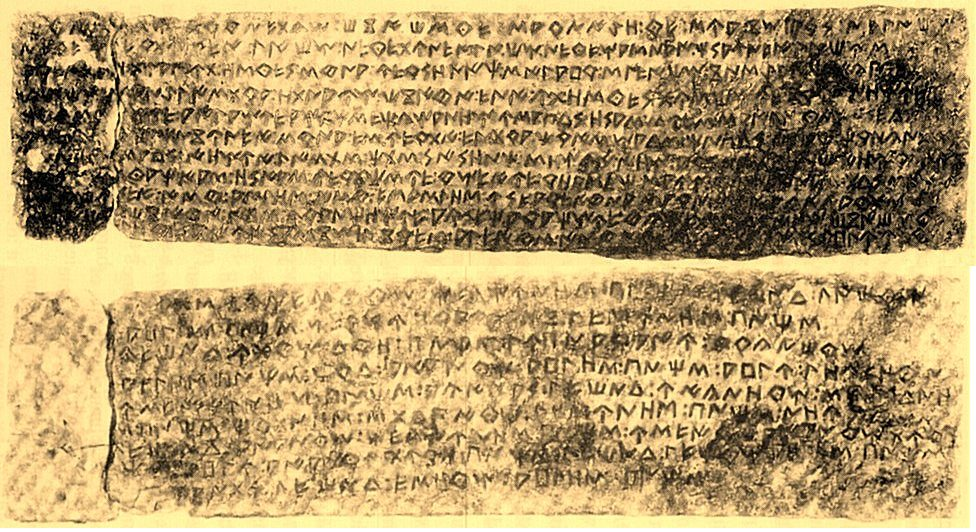
Brązowe płytki z Botoritta